# Drybin
Drybin (biał. Дрыбін) – osiedle typu miejskiego na Białorusi, w obwodzie mohylewskim, centrum administracyjne rejonu drybińskiego. 3,3 tys. mieszkańców (2010).

## Historia
Prywatne miasto szlacheckie położone było w końcu XVIII wieku w województwa mścisławskim.
Podczas okupacji hitlerowskiej, 30 września 1941 roku Niemcy utworzyli getto dla żydowskich mieszkańców. Przebywało w nim około 400 osób. 6 października 1941 roku Niemcy zlikwidowali getto, a Żydów zamordowali. Sprawcami zbrodni było Einsatzkommando 8 oraz lokalna białoruska policja. 